# Lucas van Uden

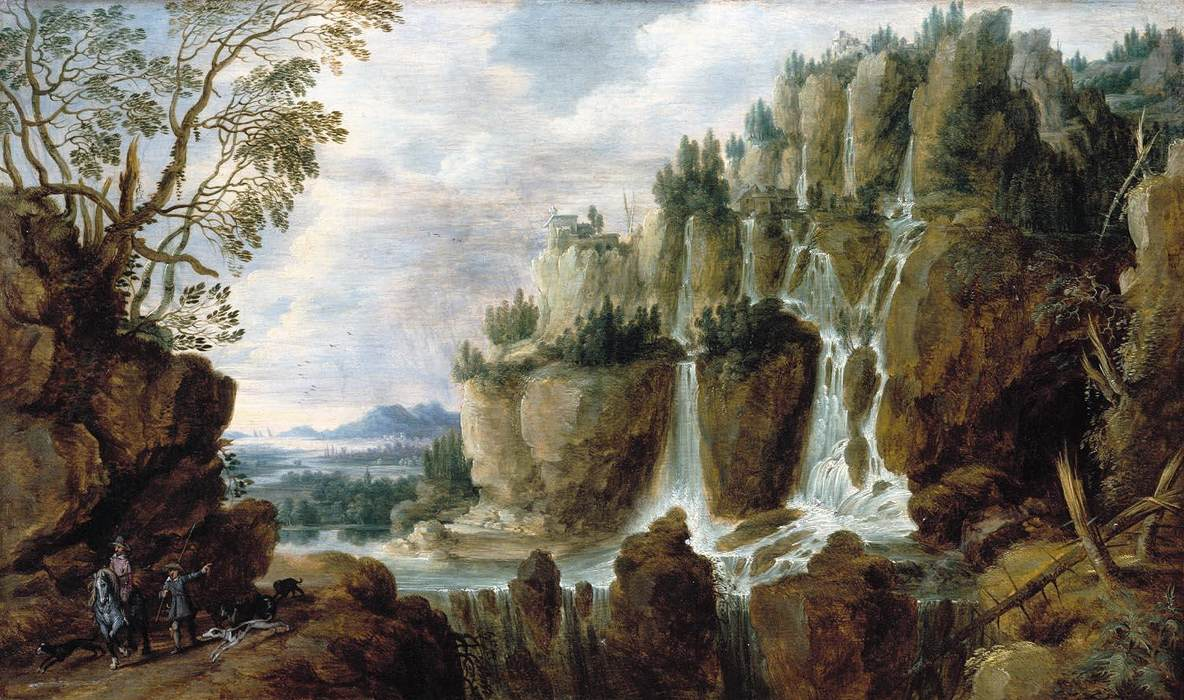
Landschap van Lucas van Uden

Lucas van Uden (Antwerpen, 18 oktober 1595 - aldaar ca. 1672) was een Brabants landschapsschilder en etser, die sterk werd beïnvloed door Rubens. Hij schilderde de landschapsachtergronden in de werken van Rubens' atelier.
Van Uden was meester in het Antwerpse Sint-Lucasgilde (1627). Hij was met Jan Wildens de belangrijkste landschapschilder onder Rubens' tijdgenoten.

## Externe referentie
- Getty.edu

- Biblioteca Nacional de España: XX1168688
- Bibliothèque nationale de France: cb14953118c (data)
- Biografisch Portaal: 01020125
- Gemeinsame Normdatei: 138806152
- International Standard Name Identifier: 0000 0000 6634 6849
- KulturNav: 9febf957-329b-4e3b-9948-1d9709f35770
- Library of Congress Control Number: nr90010280
- Nationale Bibliotheek van Israël: 987007509850805171
- RKD-Nederlands Instituut voor Kunstgeschiedenis: 78659
- SNAC: w6jx6cg6
- Système universitaire de documentation: 23641528X
- Museum of New Zealand Te Papa Tongarewa: 2298
- Union List of Artist Names: 500021597
- Virtual International Authority File: 44146227
- WorldCat: E39PBJx8FdQRR3KHG33kyywQv3